# Ptolemeu (fill de Thraseas)
Ptolemeu (en llatí Ptolemaeus, en grec antic Πτολεμαίος) fill de Thraseas era un cap dels mercenaris grecs al servei de Ptolemeu VI Filomètor. A la guerra contra Antíoc III el Gran del 217 aC, va ser nomenat comandant de la falange juntament amb Andròmac d'Aspendos, a la part final de la quarta guerra síria, segons diu Polibi.